# Svetice
 Svetice  falu Horvátországban, a Károlyváros megyében. Közigazgatásilag Ozalyhoz tartozik.

## Fekvése
Károlyvárostól 14 km-re északnyugatra, községközpontjától 4 km-re délnyugatra fekszik.

## Története
A település nevét arról kapta, hogy egykor három kápolna állt itt, melyet a Boldogságos Szűz Mária, Szent Margit és Szent Katalin tiszteletére szenteltek. Pálos templomát és kolostorát 1627-ben a Kamenskoról a török elől ide menekült pálos atyák kezdték építeni. Az építési munkálatok a kolostor első, hosszú ideig szolgáló perjelének, az ismert egyházi írónak a "Gazophylaciuma" szerzőjének  Ivan Belostenecnek köszönhetően 1660-ban fejeződtek be. Az épület az 1699-es földrengésben súlyos károkat szenvedett, ezért megújították, ekkor nyerte el mai barokk formáját. A rendet 1786-ban feloszlatták és az épület a plébánia székhelye lett. A honvédő háború idején a pálosok visszatértek, mivel kameskoi kolostorukat a szerbek elfoglalták. Ekkor vették át a plébánia vezetését is. A háború után a kamenskoi kolostor felújítását követően egy pálos atya maradt az itteni kolostorban aki az itteni lelki életet irányítja.
A falunak 1857-ben 40, 1910-ben 91 lakosa volt. A trianoni békeszerződésig Zágráb vármegye Károlyvárosi járásához tartozott. 2011-ben 21 lakosa volt.

## Lakosság
| Lakosság változása | Lakosság változása | Lakosság változása | Lakosság változása | Lakosság változása | Lakosság változása | Lakosság változása | Lakosság változása | Lakosság változása | Lakosság változása | Lakosság változása | Lakosság változása | Lakosság változása | Lakosság változása | Lakosság változása | Lakosság változása |
| ------------------ | ------------------ | ------------------ | ------------------ | ------------------ | ------------------ | ------------------ | ------------------ | ------------------ | ------------------ | ------------------ | ------------------ | ------------------ | ------------------ | ------------------ | ------------------ |
| 1857               | 1869               | 1880               | 1890               | 1900               | 1910               | 1921               | 1931               | 1948               | 1953               | 1961               | 1971               | 1981               | 1991               | 2001               | 2011               |
| 40                 | 66                 | 85                 | 77                 | 85                 | 91                 | 72                 | 73                 | 86                 | 91                 | 75                 | 66                 | 51                 | 47                 | 31                 | 21                 |

## Nevezetességei
Pálos templomát és kolostorát a 17. században építették, berendezése a 17. és 18. században készült. Pálos mesterek munkája a hét oltár, a szószék, a szobrok és a festmények. Legnagyobb részüket a két leghíresebb pálos mester Ivan Ranger és Gabriel Taller készítette. Az orgona 1761-ben Ivan J. Eisl mester műhelyében készült rokokó stílusban. A kórus padjainak figurális faragványai 1700 körül készültek. A Szent József  képet a szignatúra szerint a ljubljanai Johannn Potočnik festette 1782-ben. A bejáratnál padlózatba süllyesztve található az utolsó ozalyi Frangepán grófnak Frangepán Istvánnak 1577-ben készített sírlapja. Ivan Belostenec emléktáblája az épület falán látható. A templom alatti sírboltban  nyugszanak Frangepán István gróf, Katalin nevű testvére, Barbara Peranski, gróf Delišimunović és valószínűleg az első horvát-latin szótár szerzője Ivan Belostenec is aki harminc évig, 1675-ben bekövetkezett haláláig élt itt. Ez az épület legrégibb része, ahova már 1500 körül is temetkeztek.